# Stewie Griffin
Stewart Gilligan Griffin, més conegut com a Stewie Griffin, és un personatge fictici de la sèrie nord-americana Family Guy. El personatge, un nen molt precoç que actua com a adult, va començar la sèrie com un sociòpata megalomaníac, inicialment obsessionat per la violència, el matricidi i la dominació mundial, encara que en les últimes temporades ha prescindit d'aquestes dues últimes.
És fill de Peter i Lois Griffin i té un any d'edat, sent el germà menor de Chris i Meg. També té una relació especial amb Brian, el gos de la família.
L'actor i creador de la sèrie Seth MacFarlane és l'encarregat de posar-li veu des de la primera temporada.

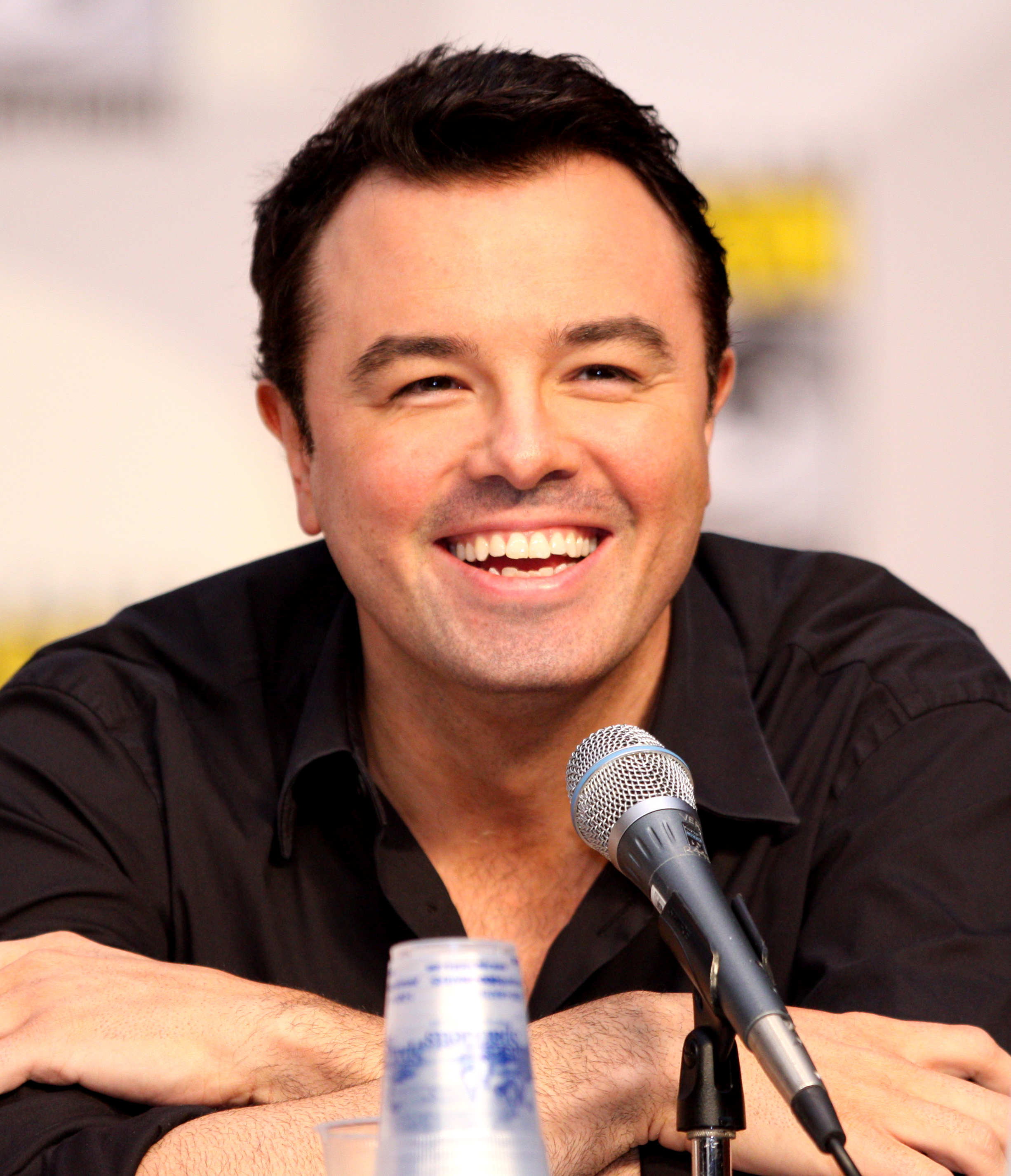
Seth MacFarlane, l'actor creador de la sèrie i que posa la veu a Stewie Griffin.

Stewie és considerat com un personatge de trencament, i la revista Wizard l'ha posicionat en el lloc 95 com el malvat més gran de tots els temps.
Tot i tenir un any d'edat, és un nen prodigi amb una psique sofisticada i parla perfecte amb un accent lleugerament anglès. En l'episodi Chitty Chitty Death Bang de la primera temporada va celebrar el seu primer aniversari, encara que segueix tenint la mateixa edat des de llavors, fet que no és impediment perquè assisteixi a preescolar. Malgrat el seu enteniment, es comporta com qualsevol nen de la seva edat: li agrada Els Teletubbies, quan Peter juga amb ell al joc de "Cu, cu, no estic" es creu que ha desaparegut de cop i volta, parla amb el seu os de peluix Rupert com si fos un ésser viu, i no té idea de com s'usa el vàter.
MacFarlane va declarar sobre el seu personatge que Stewie ve a representar la independència d'un infant a través dels ulls d'un adult. D'acord amb la física dels dibuixos animats no és de sorprendre que mogui objectes més pesats que ell mateix o la seva destresa a l'hora d'usar armes de foc igual que la seva capacitat per parlar.